# Eman (eenheid)
De eman (symbool E) is een verouderde volume-eenheid van radioactiviteit, genoemd naar de oude naam van radon: emanatie. Deze eenheid werd in 1921 ingevoerd en in 1985 vervangen door de universele eenheid becquerel. De eman werd vroeger gebruikt in de balneologie en de mijnbouw om de actieve concentratie per volume-eenheid van radon-222 (222Rn) in een gas of een vloeistof aan te geven.

## Verband met andere eenheden
1 eman komt overeen met:
- 0,275 mache (ME)
- 1×10−10 curie/liter (Ci/L)
- 3,7 becquerel/liter (Bq/L)